# Albedo

Albedo van verschillende oppervlaktetypes; een hogere waarde betekent dat er meer licht direct wordt teruggekaatst

De albedo (uitgesproken als albeedo, met de klemtoon op de tweede lettergreep) van een object is het lichtweerkaatsingsvermogen van dat object, letterlijk de 'witheid' (in het Latijn), gedefinieerd als de verhouding tussen de hoeveelheid opvallende en gereflecteerde (elektromagnetische) straling. Deze verhouding hangt in de eerste plaats af van het materiaal van het object, maar is ook afhankelijk van de golflengte van de straling. Zonder nadere aanduiding wordt meestal zichtbaar licht verondersteld. De term wordt vooral binnen de sterrenkunde en de klimatologie gebruikt.
De aarde heeft een gemiddelde albedo van 37% tot 39%; de maan is door haar oppervlak van vulkanisch gesteente veel donkerder, met een gemiddelde albedo van 7%. Venus heeft met zijn dichte wolkendek een albedo van 72%. Van de Saturnusmaan Enceladus is de albedo bijna 90%, de hoogste in het zonnestelsel.
Gemiddeld reflectievermogen van het aardoppervlak:
Verse sneeuw of ijs: 80-95%
Oude smeltende sneeuw: 40-70%
Wolken: 40-90%
Woestijnzand: 30-50%
Grondaarde: 5-30%
Toendra: 15-35%
Grasland: 25-30%
Bos: 10-20%
Water: 5-22%
De albedo hangt af van de hoek tussen de invallende en de gereflecteerde straling en van de hoek tussen de invallende straling en het weerkaatsende oppervlak: deze hoek is kleiner op hoge breedtegraden, wat zorgt voor een hogere albedo. De albedo hangt ook af van de oppervlaktestructuur van het reflecterend oppervlak; een gepolijste biljartbal reflecteert anders dan een harige tennisbal. Bij nauwkeurige metingen onderscheidt men dan ook diverse albedo's: de bolometrische albedo, de Bond-albedo, de geometrische albedo en albedo's voor infrarood of ultraviolet licht.
Als gevolg van een zware vulkaanuitbarsting, zoals de Toba-catastrofe, kan de albedo van de aarde vergroten, met afkoeling als gevolg. 
Het ijs-albedo effect is een meekoppeling waarin het smelten van gletsjers, ijskappen en zee-ijs de albedo verlaagt. Sneeuw en ijs hebben een hoge albedo, waardoor er in de poolgebieden veel invallende zonnestraling wordt weerkaatst. Als gletsjers, ijskappen en zee-ijs smelten worden oppervlaktetypes met een lagere albedo blootgelegd. Dit zorgt ervoor dat het aardoppervlak meer zonnestraling absorbeert, wat tot hogere temperaturen en smelten van sneeuw en ijs leidt.